# یرسین
یرسین (به چکی: Jersín) یک منطقهٔ مسکونی در جمهوری چک است که در ناحیه ییهلاوا واقع شده‌است. یرسین ۵٫۹۶ کیلومتر مربع مساحت و ۱۹۸ نفر جمعیت دارد و ۵۲۰ متر بالاتر از سطح دریا واقع شده‌است.